# Chapelle Saint-Jean d'Orgerolles
Pour les articles homonymes, voir Chapelle Saint-Jean.
La chapelle Saint-Jean d'Orgerolles est une chapelle romane en ruines située à La Bastide-d'Engras dans le département français du Gard en région Occitanie.

## Localisation
La chapelle se dresse sur un promontoire rocheux dominant la rivière Tave, à 600 m au nord-est du village, au nord de la route départementale 211 en direction de Pougnadoresse.

## Historique
La partie romane de la chapelle a été édifiée à la fin du XIe siècle et au début du XIIe siècle.
Au XVIe siècle, un clocher de style roman tardif haut de 21 mètres fut ajouté à l'édifice, probablement dans un but défensif au temps des guerres de religion, hypothèse qui semble confortée par l'inscription que l'on peut déchiffrer sur le contrefort d'angle au nord-ouest «VV le roy, VV Bastide 1588 ».
Malheureusement, la construction de ce clocher s'accompagna de celle de deux chapelles latérales qui imposa de percer deux grandes ouvertures dans le mur méridional pour y accéder, ce qui fragilisa la construction et entraîna l'effondrement des voûtes  de deux travées au XXe siècle.